# Tubular Bells 2003
Tubular Bells 2003 — двадцать второй студийный альбом Майка Олдфилда, выпущенный в 2003 году. Является современной версией классической записи 1973 года Tubular Bells.

## Об альбоме
Запись оригинального Tubular Bells проходила в очень сжатые сроки и в тяжёлых для Майка Олдфилда условиях. К тому же технический уровень с 1973 года заметно повысился. В результате, Олдфилд был недоволен записью 1973 года и в 2003 году выпустил обновлённую версию своего знаменитого творения, в которой исправил все недочёты оригинала.

## Список композиций
Part one
1. «Introduction» – 5:52
2. «Fast Guitars» – 1:04
3. «Basses» – 0:46
4. «Latin» – 2:18
5. «A Minor Tune» – 1:21
6. «Blues» – 2:40
7. «Thrash» – 0:44
8. «Jazz» – 0:48
9. «Ghost Bells» – 0:30
10. «Russian» – 0:44
11. «Finale» – 8:32

Part two
1. «Harmonics» – 5:12
2. «Peace» – 3:30
3. «Bagpipe Guitars» – 3:08
4. «Caveman» – 4:33
5. «Ambient Guitars» – 5:10
6. «The Sailor's Hornpipe» – 1:46